# Jean-Claude Olivier
Pour les articles homonymes, voir JCO.
Jean-Claude Olivier ou JCO, né le 28 février 1945 à Croix (Nord) et mort le 12 janvier 2013 à Wancourt (Pas-de-Calais), est un ancien pilote moto de rallye-raid.
Touche à tout, perfectionniste et exigeant, Olivier fut pendant quarante-cinq années le patron emblématique de Yamaha Motor France. Mais sa grande passion, le domaine où il se distingua aux yeux du grand public demeure la compétition. En plus d’avoir soutenu plusieurs champions pilotes de ses véhicules (Daniel Lhéraud, Alain Barbaroux, Jacques Roca, Jean Auréal, Christian Ravel, Patrick Pons en 1979, Christian Sarron en 1984, Jacky Vimond en 1986), il participa lui-même à plusieurs compétitions, obtenant notamment la deuxième place à l’édition 1985 du Paris-Dakar.

## Biographie

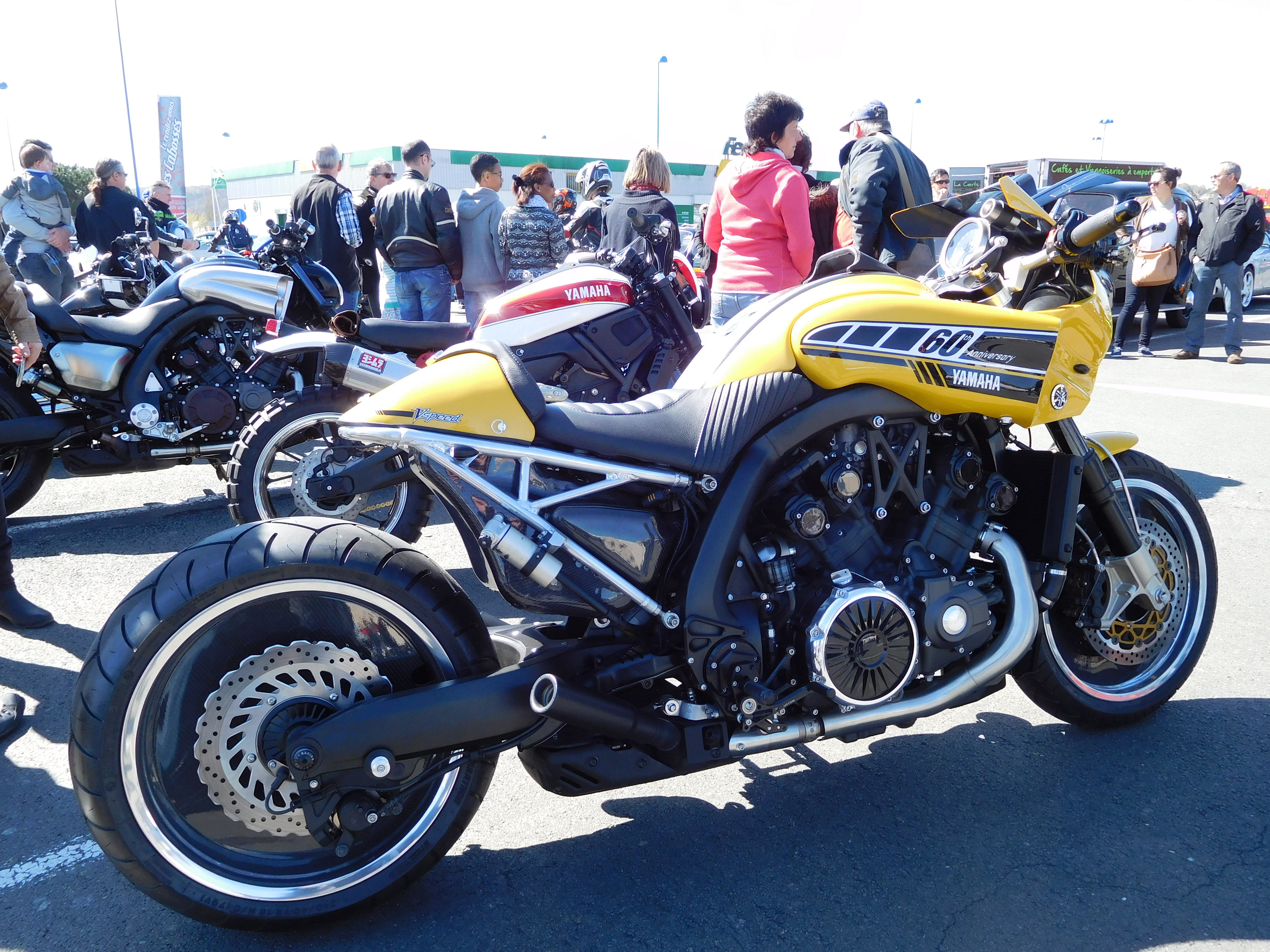
La V-en, une préparation de VMax dédiée à JCO.

En 1965, Jean-Claude Olivier est recruté chez Sonauto (importateur Porsche) pour travailler au sein de cette société au développement du département moto qui vient d'y être créé. Son rôle était de distribuer une marque de moto japonaise, alors inconnue en France, dénommée « Yamaha ». Il a commencé par balayer les entrepôts pendant quatre mois, puis en 1966, à l'âge de 21 ans, il prend la route au volant d'une camionnette avec pour seuls « passagers » les quatre modèles de moto importés par Sonauto : une 50, une 80, une 125 et une 250 cm3. Son but est de convaincre et faire découvrir les motos Yamaha aux concessionnaires. Cette première année, 28 points de vente sont mis en place et 177 motos vendues. L'année suivante, il réussit à diffuser 330 machines, 550 encore l'année d'après, et le cap des 1 000 ventes est franchi en 1969. Petit à petit, il se forge une réputation d’excellent commercial, et a de très bonnes relations avec les dirigeants japonais de Yamaha. Grâce à son obstination, il réussit à faire importer en France le BW'S (frère jumeau du Booster de chez MBK), qui bat des records en volumes de vente, ainsi que le VMax qui était à la base réservé au marché américain.
En parallèle, son père, qui fut pilote de course, lui ayant transmis le virus de la compétition, JCO décide de rouler sur ses propres machines afin de promouvoir sa marque. Il pilote donc des Yamaha dans des courses prestigieuses telles que le Bol d'or, l’Enduro du Touquet ou le Raid Oléron. Il est présent dès 1979 pour la création du Dakar avec Thierry Sabine, et participe à neuf éditions de la plus dure des courses africaines.
En 1990, Yamaha Sonauto est remplacé par Yamaha Motor France, et c'est seulement le 24 février 2010 qu'il transmet les rênes de son entreprise à son successeur, Éric de Seynes, qui travaillait déjà au sein de la firme depuis onze ans, en commentant cette transmission par « C’est avec sérénité que je lui passe aujourd'hui le relais ».
Il meurt tragiquement le 12 janvier 2013 à Wancourt à la suite d'un accident sur l'autoroute A1 dans lequel sa voiture est percutée par un poids lourd.